# Гулан, Никола
Нико́ла Гу́лан (серб. Nikola Gulan / Никола Гулан; 23 марта 1989, Белград) — сербский футболист, полузащитник.

## Карьера

### Клубная
Воспитанник школы «Партизана», за «чёрно-белых» сыграл 8 встреч. С 2007 года выступает в итальянской «Фиорентине», провёл там 5 встреч. Большую часть времени играл на правах аренды в «Мюнхене 1860» и «Эмполи». Также был арендован «Сампдорией», но не сыграл за неё ни разу. С 2012 года на правах аренды играл за «Кьево», а летом того же года был отдан в аренду клубу «Модена». В июне 2013 года Никола вернулся в белградский «Партизан», подписав с клубом контракт на два года. С сентября 2014 года выступает за испанскую «Мальорку».
Летом 2015 года стал игроком бельгийского «Мускрон-Перювельз».

### В сборной
Отыграл 22 встречи за молодёжную сборную Сербии, в 2008 отправился на Олимпиаду в Пекин. Получил номер 8.

## Интересные факты
- В 2007 году принял участие в Кубке Меридиана, выступая за сборную Европы в играх против сборной Африки. Суммарно европейцы победили со счётом 10:1.